# Little Bealings
Little Bealings – wieś w Anglii, w hrabstwie Suffolk, w dystrykcie East Suffolk. Leży 8 km na północny wschód od miasta Ipswich i 115 km na północny wschód od Londynu. Miejscowość liczy 470 mieszkańców.